# Monasterio de Gandzasar
El monasterio de Gandzasar (en azerí: Qandzasar; en armenio: Գանձասար) es un monasterio armenio del siglo XIII, situado en el Alto Karabaj en Azerbaiyán, cerca del pueblo de Vangli. La palabra Gandzasar significa monte o cumbre del tesoro en armenio.  El monasterio alberga reliquias que presuntamente pertenecieron a San Zacarías, padre de Juan el Bautista. Gandzasar fue la residencia del Catholicós armenio entre los años de 1400 a 1816.A pesar de que el monasterio fue dañado durante un bombardeo aéreo azerí en 1991, en el cual la casa del padre superior fue destruida, Gandzasar funcionó como monasterio de la Iglesia apostólica armenia hasta 2023.

## Historia y arquitectura
La construcción de Gandzasar comenzó en el año de 1216, bajo el patrocinio del príncipe armenio de Principado de Jachén, Hasán-Jalal Daula, y la obra fue terminada en 1238, y consagrada el 22 de julio de 1240. El complejo está protegido por muros altos.  Dentro del complejo se encuentra la Catedral de San Juan el Bautista (Սուրբ Յովհաննու Մկրտիչ եկեղեցի), construida entre 1216 y 1238.  El tambor de la cúpula  tiene bajorrelieves de gran detalle que muestran la Crucifixión, Adán y Eva, y dos ministros sosteniendo un modelo de la iglesia sobre sus cabezas como ofrenda a Dios.  Los bajorrelieves han sido comparados con los grabados de Akdamar. y algunos historiadores del arte consideran al monasterio como un claro ejemplo de obra maestra de la arquitectura armenia. Anatoli L. Yakobsón, un reconocido historiador del arte soviético, describe Gandzasar como "una perla de arte arquitectónico... Este es un monumento único de la arquitectura medieval y la escultura monumental, que bien podría ser considerado como una enciclopedia del arte armenio del Siglo XIII."

## Galería

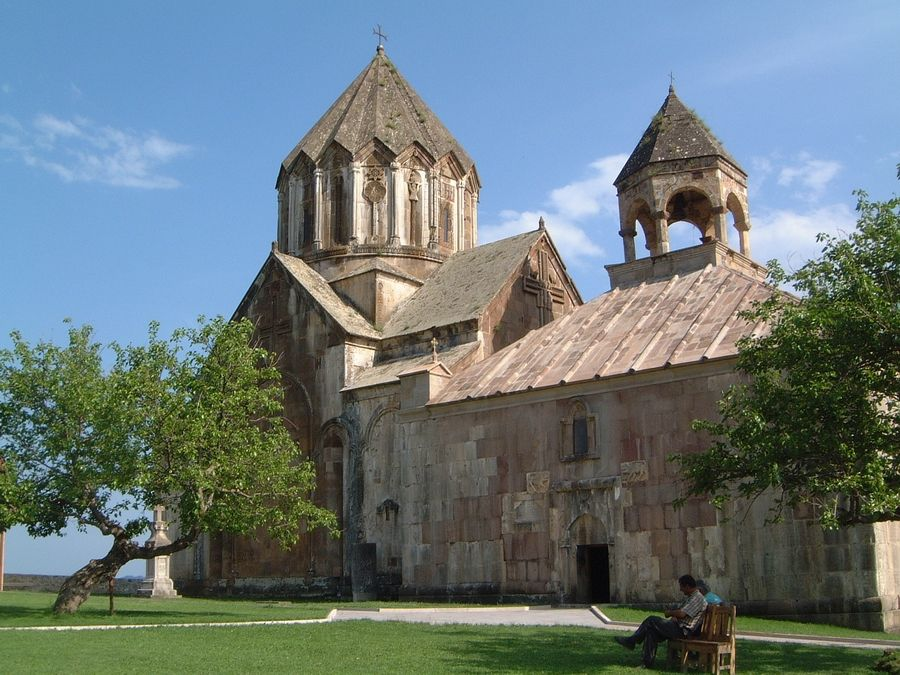
Monasterio de Gandzasar
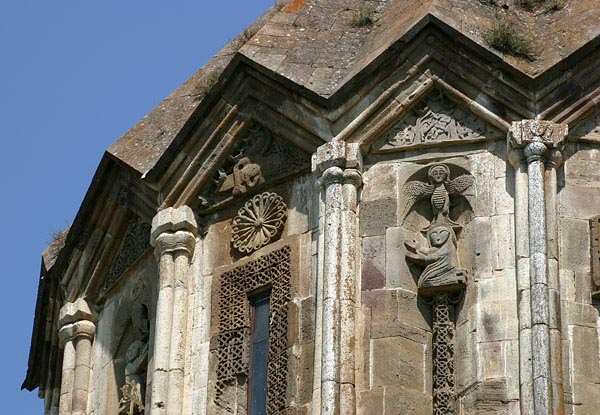
Cúpula del monasterio
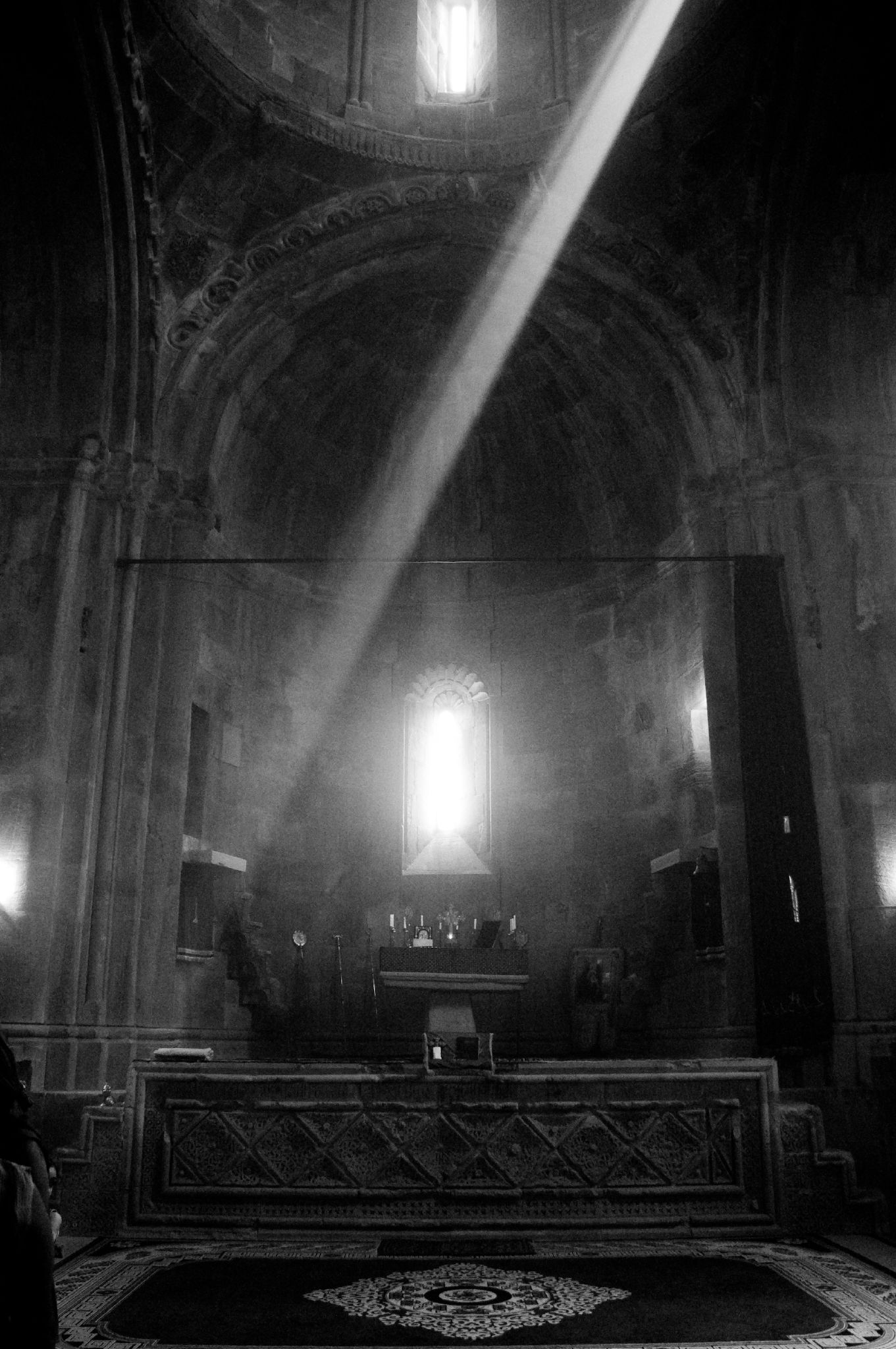
Interior
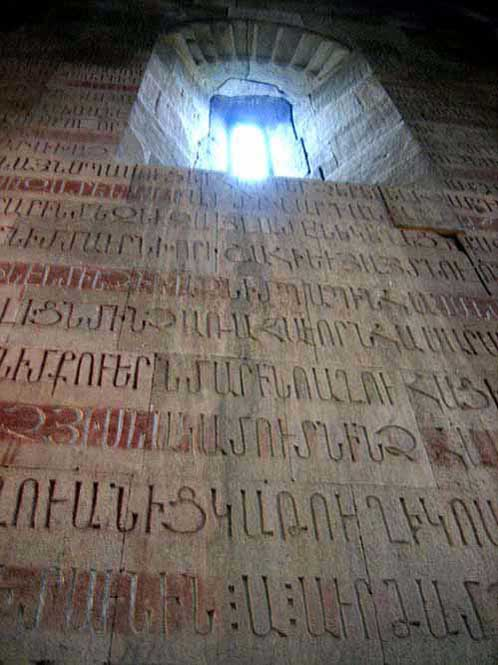
Inscripción de Jalal I (Hasán-Jalal), rey de Artsaj, 1238.
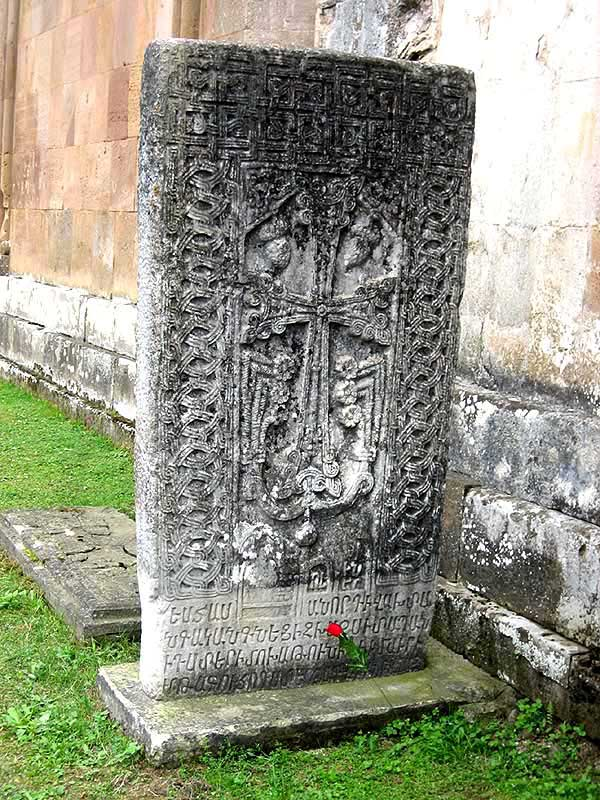
Jachkar del Siglo XIII. Inscripción en armenio antiguo: "Yo Hasán, hijo de Vajtang..."
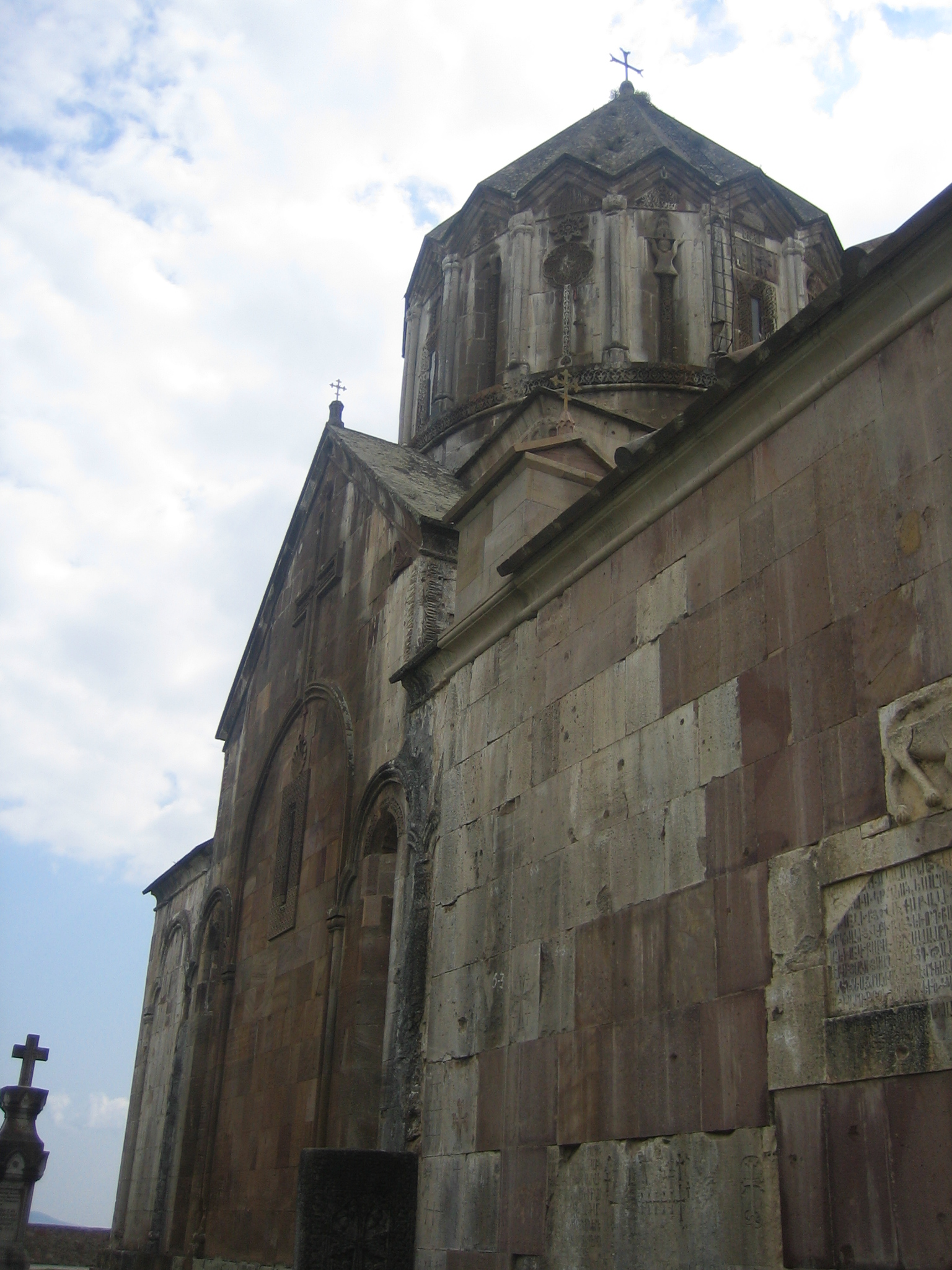
Acercamiento del monasterio de Gandzasar
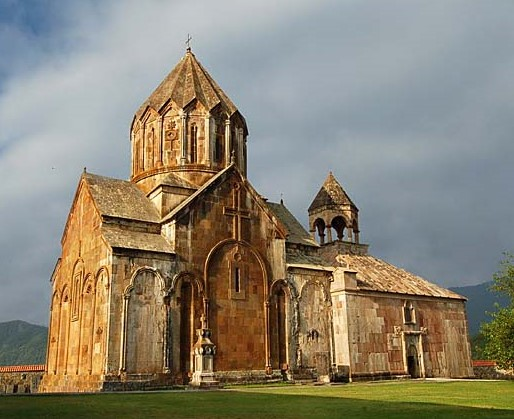
Monasterio de Gandzasar